# Cal Fuster (Sant Climent de Llobregat)
Cal Fuster era una antiga masia, actualment enderrocada, al municipi de Sant Climent de Llobregat (Baix Llobregat) catalogada a l'Inventari del Patrimoni Arquitectònic de Catalunya.

## Descripció
Es tractava d'un edifici de planta rectangular. Sembla que era un antic mas, refet a principis del segle xx, amb elements decoratius modernistes. Les finestres i el balcó estaven reforçats amb maó. Davant la casa, hi havia un pati, i a la dreta, annex a la construcció principal, una estructura rectangular amb galeria d'arcs de mig punt i barana de balustre. La façana tenia un frontis de ceràmica amb la imatge de la "Moreneta". La part visible de l'edificació era del segle xx, però l'estructura es creu que era anterior. En l'actualitat no resta res de l'antic habitatge.